# Río Muga
El río Muga es un río pirenaico del nordeste de la península ibérica que discurre por la provincia de Gerona, en Cataluña (España) y que desemboca en el mar Mediterráneo. Nace en la llamada planicie de la Muga, a 1425 m de altitud, en el límite entre el Vallespir y el Alto Ampurdán, y desde el Hostal de la Muga sus orillas constituyen, durante unos 5,5 km, el límite fronterizo entre Francia y España. Recibe principalmente las aguas de la zona axial de los Pirineos (roc de Frausa, sierra de la Albera), cruza por profundos valles los sedimentos del subpirineo, bastante tectonizados, y surge por Pont de Molíns en la amplia llanura del Alto Ampurdán. 

## Etimología
En la antigüedad, el río aparece documentado solo por el geógrafo griego Claudio Ptolomeo, bajo la forma Sambuca. El origen del topónimo es desconocido, por lo que cabe pensar que proviene de alguna lengua prerromana, quizás provenga del nombre vasco o ìbero "muga", que significa frontera o límite. A partir del siglo IX, vuelve a aparecer documentado, ahora sí con la forma inequívoca de Sambuca, y ya hacia el siglo X aparecen las primeras formas con 'g': Sambuga. Más tarde, la forma aparece simplificada como Samuga, y entonces fue interpretado como sa Muga, con el artículo salado que en aquella época todavía debía de ser común en la zona; con la sustitución de este artículo por el artículo literario al habla popular, el artículo del río también mudó y así se convirtió en la Muga.
Se ha propuesto que el río Anystus que cita Avieno hiciera referencia al Muga; sin embargo, no hay suficientes indicios para juzgar si esta interpretación es acertada o no.

## Curso
Ha sido embalsado cerca de Buadella, en una garganta epigénica (pantano de Boadella). Cerca de Perelada recibe al Llobregat de Ampurdán, más caudaloso que él mismo, y después de Vilanova de la Muga, al Manol. Desemboca en el golfo de Rosas, en el término municipal de Castellón de Ampurias, entre Ampuriabrava y las Marismas del Ampurdán, después de 64 km de curso. 
Atraviesa los términos municipales de Albañá, San Lorenzo de la Muga, Buadella, Pont de Molíns, Cabanas,  Perelada y Castellón de Ampurias. 
Los depósitos de tierra han destruido el antiguo estuario, al norte de la actual desembocadura de la Mugueta, antiguo brazo del río. Su caudal medio medido, según la Agencia Catalana del Agua es de 3,34 m³/s, básicamente de origen pluvial. 
En octubre de 1940 provocó una terrible inundación de la llanura ampurdanesa.

## Afluentes
- Río Arnera, desemboca en el Muga por el margen izquierdo, en el embalse de Darnius Boadella.
- Río Manol, que incluye las aguas procedentes de la riera de Àlguema desemboca en el Muga aguas abajo del núcleo urbano de Figueras.
- Riera de Figueras, que recoge el "riego del mal paso", desemboca en el Muga por el margen derecho, en la confluencia del Muga con el Manol.
- Llobregat de Ampurdán, es el principal afluente del Muga por su margen izquierdo y recoge las aguas procedentes, entre otros, del río Ricardell, del río Merdanç, del río Orlina y de la riera de Anyet.

## Ecología
Las orillas están llenas de la vegetación de ribera: alisos, chopos. En cuanto a la diversidad zoológica está poblado por típicas especies de río catalán, barbos y truchas, cangrejos de río (actualmente dominado por el cangrejo de río americano, el autóctono ha casi desaparecido), anguilas, culebras de agua, salamandras, sapos y ranas. En la desembocadura hay lisas y lubinas.